# Veranda
En veranda er en kortere eller længere halvåben overdækket gang med gulv, der ligger let hævet over terræn/jordniveau langs et hus. Ordet kommer fra det bengaliske eller hindi ord barandah.
En veranda er ofte en glasafgrænset udbygning af et hus. Den kan også være åben, men har altid tag. En veranda er ofte en efterfølgende tilbygning, for at give beboerne mulighed for at nyde sommeraftener halvt indendørs.